# Коксаєк
Коксає́к (каз. Көксаяқ) — село у складі Толебійського району Туркестанської області Казахстану. Адміністративний центр Коксаєцького сільського округу.
У радянські часи та станом на 1999 рік існувало три населених пункти Георгієвка, Кирпичний та Коксаяк.
Населення — 14304 особи (2021; 11053 у 2009, 6060 у 1999, 7011 у 1989).